# Hošťálkovy
Hošťálkovy är en ort i Tjeckien. Den ligger i den östra delen av landet, 230 km öster om huvudstaden Prag. Hošťálkovy ligger 400 meter över havet och antalet invånare är 655.
Terrängen runt Hošťálkovy är kuperad åt nordväst, men åt sydost är den platt. Runt Hošťálkovy är det ganska tätbefolkat, med 100 invånare per kvadratkilometer. Närmaste större samhälle är Krnov, 7,8 km öster om Hošťálkovy. I omgivningarna runt Hošťálkovy växer i huvudsak blandskog.